# Adolf Sommerfeld (Bauunternehmer)
Adolf Sommerfeld, auch Andrew Sommerfield (* 4. Mai 1886 in Kolmar; † 18. Februar 1964 in Baden AG) war ein deutsch-britischer Bauunternehmer.

## Leben
Nach einer Zimmermannslehre schuf er einen Baukonzern in Berlin, in dem er mehrere Bau- und Terraingesellschaften unter dem Dach der Allgemeinen Häuserbau-Actien-Gesellschaft (AHAG)-Sommerfeld zu einem Unternehmensverbund zusammenschloss.
1923 finanzierte Sommerfeld den Bau des Musterhauses Am Horn, das für die erste Bauhaus-Ausstellung vom 15. August bis 30. September 1923 in Weimar gebaut wurde.
1922 bis 1931 war er mit der Schriftstellerin Renée Brand verheiratet. 1926 bekamen sie einen Sohn. Sie bewohnten in der Limonenstraße in Berlin-Lichterfelde ein von Walter Gropius und Adolf Meyer errichtetes Haus, das Blockhaus Sommerfeld (Limonenstraße 30, 12203 Berlin, teilzerstört). Befreundet war Sommerfeld mit dem expressionistischen Bildhauer Arminius Hasemann.
Als die Nationalsozialisten im März 1933 eine Schießerei vor seinem Haus in der Limonenstraße inszenierten, emigrierte der jüdische Sommerfeld nach Palästina, wo seit 1920 seine Schwester Clara und ihr Gatte Joseph Loewy lebten, später zog er nach Großbritannien. Nach 1945 kehrte er als Andrew Sommerfield zurück, übernahm die Reste seiner Firmengruppe und setzte seine Bautätigkeit in Deutschland fort.

## Leistungen
Adolf Sommerfeld hat den Südwesten Berlins geprägt. Er arbeitete zusammen mit den Architekten Walter Gropius, Alfred Schild, Fred Forbát und Bruno Taut. In Berlin-Zehlendorf baute er die Waldsiedlung Onkel Toms Hütte und sorgte für die Verlängerung der heutigen U-Bahn-Linie U3 vom Thielplatz bis Krumme Lanke. Sommerfeld bekam vom Völkerbund 1924 den Auftrag zehntausend Häuser für griechische Flüchtlinge aus Kleinasien zu bauen.
Eines der ersten Bauprojekte Sommerfelds war die am 25. September 1910 eingeweihte Synagoge in Köpenick. Bei ihrer Errichtung nach dem Entwurf eines unbekannten Architekten hatte er die Bauausführung und die Bauleitung inne. Die Synagoge fiel 1938 der Reichspogromnacht zum Opfer, erlitt im Zweiten Weltkrieg weitere Beschädigungen, und wurde später abgetragen. Am ehemaligen Standort Freiheit 8 erinnert an sie eine Gedenktafel.
Sein hauptsächliches Tätigkeitsfeld war der suburbane, rationelle Wohnungs- und Siedlungsbau. Ab 1926 beschäftigte er sich intensiv mit dem Massenwohnbau als Lösung der städtebaulichen und sozialen Probleme und trat für die Rationalisierung des Baugewerbes ein.
1927 erwarb Sommerfeld in Kleinmachnow 100 Hektar vom Großgrundbesitzer Dietloff von Hake. Er begann 1932 im Bauabschnitt am Düppelpfuhl mit 150 Häusern. Mit der Siedlungsgesellschaft mbH Kleinmachnow, deren alleiniger Anteilseigner er zuletzt war, vermarktete Sommerfeld den neuen Ortsteil. Trotz seiner Emigration 1933 wurde die Siedlung bis 1938 vollendet. Die Siedlung wurde als vorbildliche deutsche Kolonie von den Nationalsozialisten gefeiert.

## Ehrungen

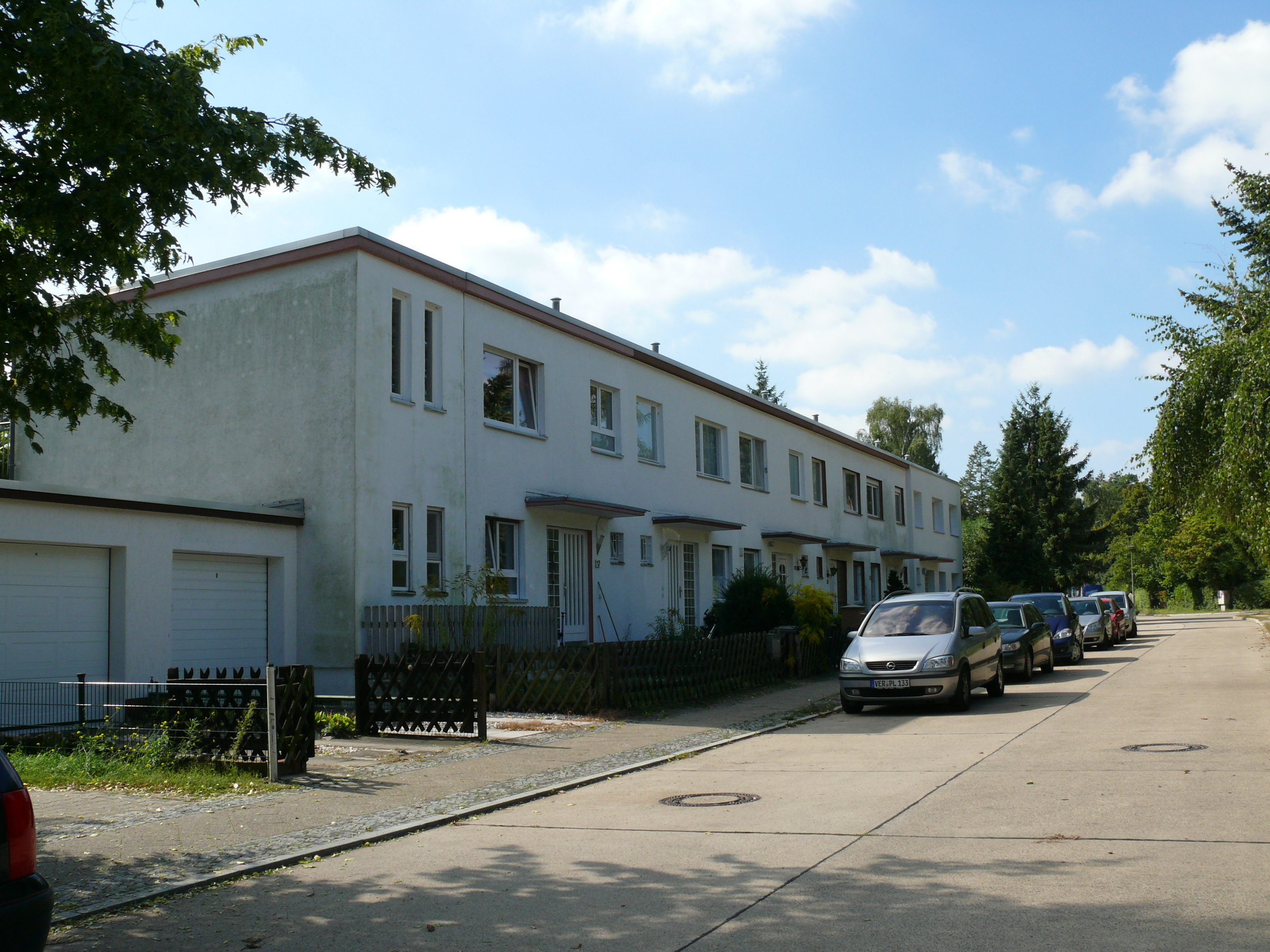
Wannsee Sommerfieldring 03

Der Sommerfieldring in Berlin-Wannsee wurde nach ihm benannt.